# الموجة النسوية الرابعة

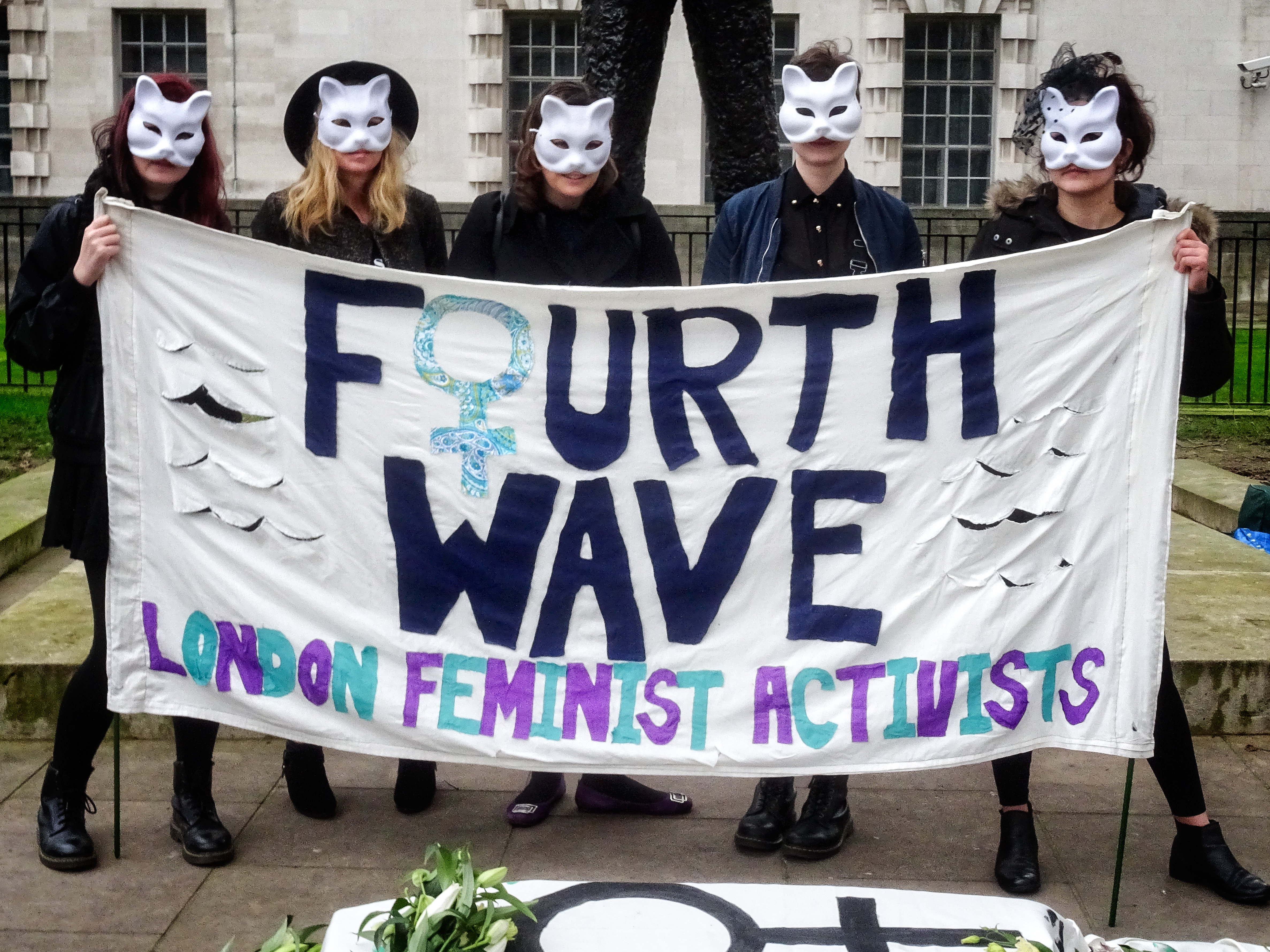
اليوم العالمي للمرأة - لندن 2017

الموجة النسوية الرابعة هي انبعاث جديد للحركة النسوية منذ عام 2012 عن طريق منصات التواصل الاجتماعي. ينصب اهتمامها على إنصاف المرأة والقضاء على التحرش الجنسي والعنف ضد المرأة وفقًا لتصريح برودنس تشامبرلين الحقوقية النسوية.
ما يميز الموجة النسوية الرابعة هو الطابع الإلكتروني؛ إذ تستخدم مواقع إلكترونية مثل: فيس بوك وتويتر ويوتيوب وإنستغرام وتمبلر ومدونات مثل فيمينستينج Feministing [الإنجليزية] للقضاء على معاداة المرأة والتمييز على أساس الجنس.
ركزت الموجة النسوية الرابعة على العديد من القضايا مثل: التحرش الجنسي في الشارع وأماكن العمل والاعتداء الجنسي داخل الحرم الجامعي وثقافة الاغتصاب؛ حيث كانت فضائح الانتهاكات الجنسية وإيذاء النساء وقتلهن أحد أهم دوافع الموجة الرابعة؛ مثل قضية الاغتصاب الجماعي في دلهي 2012، وقضية هارفي واينستين المنتج الأمريكي المتهم بالتحرش الجنسي من قبل عشرات من السيدات عام 2017، وما تلاها من اتهامات وجِّهت للعديد من المشاهير وأصحاب السلطة فيما يعرف بتأثير واينستين.
بزغت العديد من الحملات خلال الموجة النسوية الرابعة كانتفاضة المليار في ألمانيا 2012 التي هدفت إلى القضاء على الاغتصاب والانتهاكات الجنسية ومشروع التمييز اليومي على أساس الجنس والمسيرتين النسائيتين في نيويورك وواشنطن عامي 2017 و2018 على الترتيب وهاشتاج #أنا أيضًا الذي تروي من خلاله النساء قصص تعرضهن للتحرش الجنسي.

## التاريخ

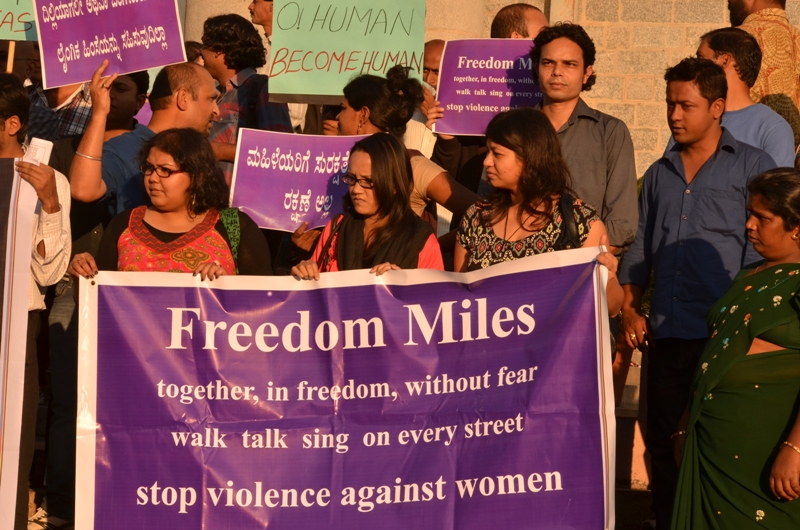
صورة من المظاهرات المطالبة بتحقيق العدالة في محاكمة المجرمين المتهمين بالاغتصاب في واقعة الاغتصاب الجماعي في دلهي 2012

انظر الموجة النسوية الأولى والموجة النسوية الثانية والموجة النسوية الثالثة.
نادت الصحفية بيثيا باي بضرورة شن موجة نسوية رابعة منذ 2005 للدعوة إلى العدالة الاجتماعية والدفاع عن الحقوق المدنية. لكن تبعًا للكاتبة جنيفر بومجاردنر فإن بداية اندلاع الحركة النسوية الرابعة يعود إلى عام 2008. عام 2006 أنشئ موقع التواصل الاجتماعي «تويتر» الذي لقي شعبية واسعة وسط أصحاب الفئة العمرية من 18 إلى 29 عام؛ ليصبح منصة لنشر أفكار الحركة وليتيح مشاركة الجميع فيها. وقد شكل المراهقون والشباب عددًا كبيرًا من قادة الحركة وفقًا للصحفية والروائية الإنجليزية كيرا كوشرين.
برزت الموجة النسوية الرابعة عام 2013 إثر قيام ويندي ديفيز المحامية الأمريكية التابعة للحزب الديموقراطي بمماطلة لمدة 11 ساعة لتعطيل مرور قانون يحد من الإجهاض في تكساس عام 2013. أظهرت العديد من السيدات تضامنهن مع ديفيز عن طريق التظاهر حول مبنى الكابيتول بولاية تكساس والمشاركة عبر هاشتاج #StandWithWendy.

## الأفكار
ركزت الموجة النسوية الرابعة على قضايا التحرش الجنسي والتمييز ضد المرأة في العمل والتمييز ضد البدناء واستغلال جسد المرأة في الإعلام وازدراء المرأة عبر الإنترنت والتحرش الجنسي في المواصلات العامة. وبثت الحركة أفكارها عن طريق الإنترنت ونظمت نشاطاتها عبر منصات التواصل الاجتماعي؛
 مثل مشروع التمييز اليومي على أساس الجنس وانتفاضة المليار وغيرها.
ارتبطت بعض الكتب بالموجة النسوية الرابعة مثل كتاب Men Explain Things to Me [الإنجليزية] للكاتبة الأمريكية ريبيكا سولنِت مبتكرة مصطلح Feministing [الإنجليزية] أي الرجل الذي يشرح؛ وهو يصف الرجال الذين يميلون لشرح كل شيء للمرأة بغض النظر عن مدى إلمامها بالموضوع انطلاقًا من الاعتقاد الخاطئ بأن الرجل أكثر علمًا ومعرفة. وكتاب Sex Object: A Memoir عام 2016 للمدونة والكاتبة النسوية الأمريكية جيسيكا فالنتي، وكتاب Everyday Sexism لمؤلفته لورا بيتس عام 2016. يهدف الكتاب إلى كشف زيف القوالب النمطية التي يصدرها الإعلام عن المرأة. أنشات بيتس مشروع Everyday Sexism في 16 إبريل عام 2012، وهو عبارة عن منتدى إلكتروني تروي من خلاله النساء قصص تعرضهن للتحرش الجنسي يوميًا.

## الانتقادات
انتقد البعض اعتماد الموجة النسوية الرابعة بشكل كبير على التكنولوجيا؛ مما يجعل المشاركة فيها حكرًا على مستخدمي الأجهزة الإلكترونية الحديثة ورواد مواقع التواصل الاجتماعي بما في ذلك من طبقية وتمييز ضد المعاقين.
كذلك يؤدي استخدام مواقع التواصل الاجتماعي كمنصة للحركة إلى حصر مجهودات القائمين عليها في سياق إلكتروني افتراضي دون تغيير فعلي على أرض الواقع واعتبار البعض أنفسهم نشطاء بضغطة زر دون حضور حدث واحد أو اهتمام بنشر رسالتهم في نطاق أبعد من حساباتهم الإلكترونية.
اتهمت جينيفر سيمبكينز الكاتبة بموقع هافينغتون بوست الموجة النسوية الرابعة بخلق مناخ عدواني تتصارع فيه السيدات مع بعضهن البعض. وذكرت أنها لم تتعرض لإهانة من قبل رجل تدفعها للإيمان بالنسوية، لكن السيدات على وشك أن يصطففن لتغيير معتقداتها وآرائها الخاصة التي تختلف عنهن.

## الجدول الزمني
| التاريخ        | الحدث | المصدر        |
| -------------- | --- | ------------- |
| 16 إبريل 2012  | أنشأت لورا بيتس مشروع التمييز اليومي على أساس الجنس لتوثيق المواقف اليومية المتعلقة بالتمييز على أساس الجنس.                                                                                         | [ 18 ]        |
| أغسطس 2012     | شنت لوسي آن هولمز حملة "لا للصفحة الثالثة" ضد جريدة ذا صن التابعة للمملكة المتحدة لمنعها من نشر صور لعارضات الإغراء في الصفحة الثالثة من كل عدد، وتوقفت بعد امتناع الجريدة عن نشر هذه الصور.         | [ 22 ]        |
| سبتمبر 2012    | دعت إيفا إنسلر إلى انتفاضة المليار للقضاء على الانتهاكات الجنسية التي تتعرض لها المرأة |               |
| سبتمبر 2012    | اتهامات عديدة أدت إلى ما عُرف بفضيحة جيمي سافيل | [ 23 ]        |
| سبتمبر 2012    | ابتكرت أليسا كارت مصطلح Hipster sexism الذي يعني التمييز ضد المرأة عن طريق الدعابة والسخرية. | [ 22 ]        |
| 16 ديسمبر 2012 | أثارت قضية الاغتصاب الجماعي في دلهي 2012 احتجاجات عالمية. |               |
| 2014           | شُنت حملة "حرر الحلمة" التي نادت بحق النسا في إظهار ثديهن في العلن كالرجال. |               |
| فبراير 2013    | حظيت كاو جو -أول من رفعت دعوى التمييز بين الجنسين في الصين- بمبلغ 30000 يوان واعتذار من أكاديمية جورين                                                                                               | [ 24 ]        |
| 7 مارس 2013    | أطلقت أنيتا سركيسيان حملة انتقدت فيها تشييء المرأة في ألعاب الفيديو وإظهارها في صورة جنسية بحتة. |               |
| 22 يناير 2014  | أطلق الرئيس السابق باراك أوباما حملة البيت الأبيض ضد الاعتداء الجنسي على الطلبة. |               |
| إبريل 2014     | انتقدت رشيدة مانجو المقرر الخاص بالأمم المتحدة لمكافحة العنف ضد المرأة ثقافة التمييز ضد المرأة بالمملكة المتحدة.                                                                                     |               |
| 24 مايو 2014   | إطلاق هاشتاج #YesAllWomen بعد حادثة إسلا فيستا بالقرب من جامعة كاليفورنيا التي أسفرت عن قتا وإصابة 3 فتيات و3 رجال                                                                                   | [ 25 ]        |
| أغسطس 2014     | اعتداءات جنسية على سيدات تعملن بمجال تطوير ألعاب الفيديو واحتجاجات واسعة. |               |
| 14 سبتمبر 2014 | اتهمت خريجة من جامعة ميامي الفيلسوف كولين ماكغين بالتحرش الجنسي مما أثار جدلًا واسعًا حول التحرش الجنسي بالأكاديمية.                                                                                   |               |
| 20 سبتمبر 2014 | أطلقت إيما واتسون الممثلة البريطانية وسفيرة النوايا الحسنة لشئون المرأة بالأمم المتحدة حملة "هو من أجل هي" التي تدعو الشباب والرجال للمشاركة في الدفاع عن حقوق المرأة.                               | مثال          |
| سبتمبر 2014    | قامت إيما سالكوكيز وزميلاتها أثناء دراستهن بجامعة كولومبيا بحمل مرتبة سرير وزنها 23 كيلوجرامًا مماثلة للمراتب الموجودة في السكن الجامعي مطالباتٍ بفصل زميل اتهمنه باغتصابهن في السكن الجامعي عام 2012. | [ 26 ]        |
| 27 أكتوبر 2014 | تم تصوير فيديو للممثلة شوشانا روبرتس أثناء سيرها في شوارع نيويورك عن طريق كاميرا مخفية لإلقاء الضوء على التحرش الجنسي الي تتعرض له المرأة في الشارع.                                                 |               |
| نوفمبر 2014    | أول دعوى رفعت ضد الممثل الكوميدي بيل كوسبي تتهمه بالاعتداء الجنسي. | [ 27 ]        |
| أكتوبر 2014    | شنت كريستينا لونز حملة لمنع جريدة بيلد الألمانية من تشييء المرأة. |               |
| 31 أكتوبر 2014 | تم استخدام هاشتاج #BeenRapedNeverReported ملايين المرات بعد اتهام الموسيقي الكندي جيان جوميشي بالتحرش الجنسي                                                                                         | [ 28 ]        |
| ديسمبر 2014    | صدر كتاب Priya's Shakti بالهند ليحكي عن "بريا" الفتاة التي تعرضت للاغتصاب الجماعي. |               |
| 23 ديسمبر 2014 | ذكرت مجلة التايم الأمريكية أن 2014 هو أفضل عام للمرأة منذ فجر التاريخ. | [ 29 ]        |
| 22 سبتمبر 2015 | صدرت مدونة "Breasts Are Healthy" للدفاع عن حق المرأة في الظهور بثدي عارٍ دون تدخل الشرطة كجزء طبيعي من جسدها لا يدعو للخجل.                                                                           |               |
| 1 فبراير 2016  | بدء محاكمة جيان جوميشي على خلفية اتهامه بالتحرش الجنسي. ا | [ 27 ]        |
| 21 يناير 2017  | انطلاق حراك نسائي واسع لدعم حقوق الإنسان والاعتراض على تنصيب دونالد ترامب. | [ 30 ]        |
| 5 أكتوبر 2017  | كتبت صحيفة نيويورك تايمز لأول مرة عن فضيحة هارفي وينستاين الجنسية. |               |
| 10 أكتوبر 2017 | إنشاء هاشتاج #أنا أيضًاعلى خلفية فضيحة هارفي وينستاين الجنسية المقتبس من الشعار الذي أطلقته تارانا بورك الحقوقية الأمريكية عام 2007.                                                                  | [ 27 ] [ 31 ] |
| 30 أكتوبر 2017 | نشِرت أولى فضائح ويستمنستر التي اتهم فيها العديد من السياسيين في بريطانيا بالتحرش والاعتداء الجنسي في المدونة الإلكترونية Guido Fawkes.                                                               |               |
| 6 ديسمبر 2017  | منحت مجلة التايم هاشتاج #أنا أيضًا لقب شخصية العام. | [ 7 ]         |